# Улица Маёвок
Улица Маёвок — улица в Москве в Рязанском районе Юго-Восточного административного округа. Проходит от улицы Михайлова до платформы Плющево.

## История
Просека в Кусковском парке на месте современной улицы известна с начала XIX века. Её участок, сохранившийся в самом парке, носит название Кусковский просек, а участок, отделённый железной дорогой и попавший в жилую застройку, стал улицей Маёвок.
Улица известна с конца 1930-х годов как Московский просек посёлка Чухлинка. К 1960 году носила название Парковая улица. Современное название улица получила 20 мая 1964 года в память о проходивших в этой местности маёвках — собраниях социал-демократических кружков до Октябрьской революции.
До 1960 года улица доходила до Рязанского шоссе, позже начальный участок был застроен пятиэтажными многоквартирными домами.

## Описание
Улица Маёвок начинается от улицы Михайлова и проходит в восточном направлении. Она пересекает Шатурскую улицу и Зарайскую улицу, справа примыкает Луховицкая улица. Улица заканчивается у смыкания 1-го и 2-го Казанского просеков у платформы Плющево. За платформой также проходит аллея Первой Маёвки с аналогичной историей именования. Улица застроена жилыми домами.

## Примечательные здания и сооружения

### По чётной стороне
- Дом 4 — школа № 777.

## Транспорт
Общественный транспорт по улице не проходит. У начала улицы Маёвок, по улице Михайлова, следуют автобусные маршруты 51, 371 и 725. У конца улицы находится платформа Плющево Казанского направления МЖД, также недалеко расположена платформа Чухлинка (МЦД-4) Горьковского направления МЖД.